# Makora
Makora is een spinnengeslacht uit de familie Desidae. De soorten in dit geslacht komen voor in Nieuw-Zeeland.

## Soorten
- Makora calypso (Marples, 1959)
- Makora detrita Forster & Wilton, 1973
- Makora diversa Forster & Wilton, 1973
- Makora figurata Forster & Wilton, 1973
- Makora mimica Forster & Wilton, 1973